# Вортицизм

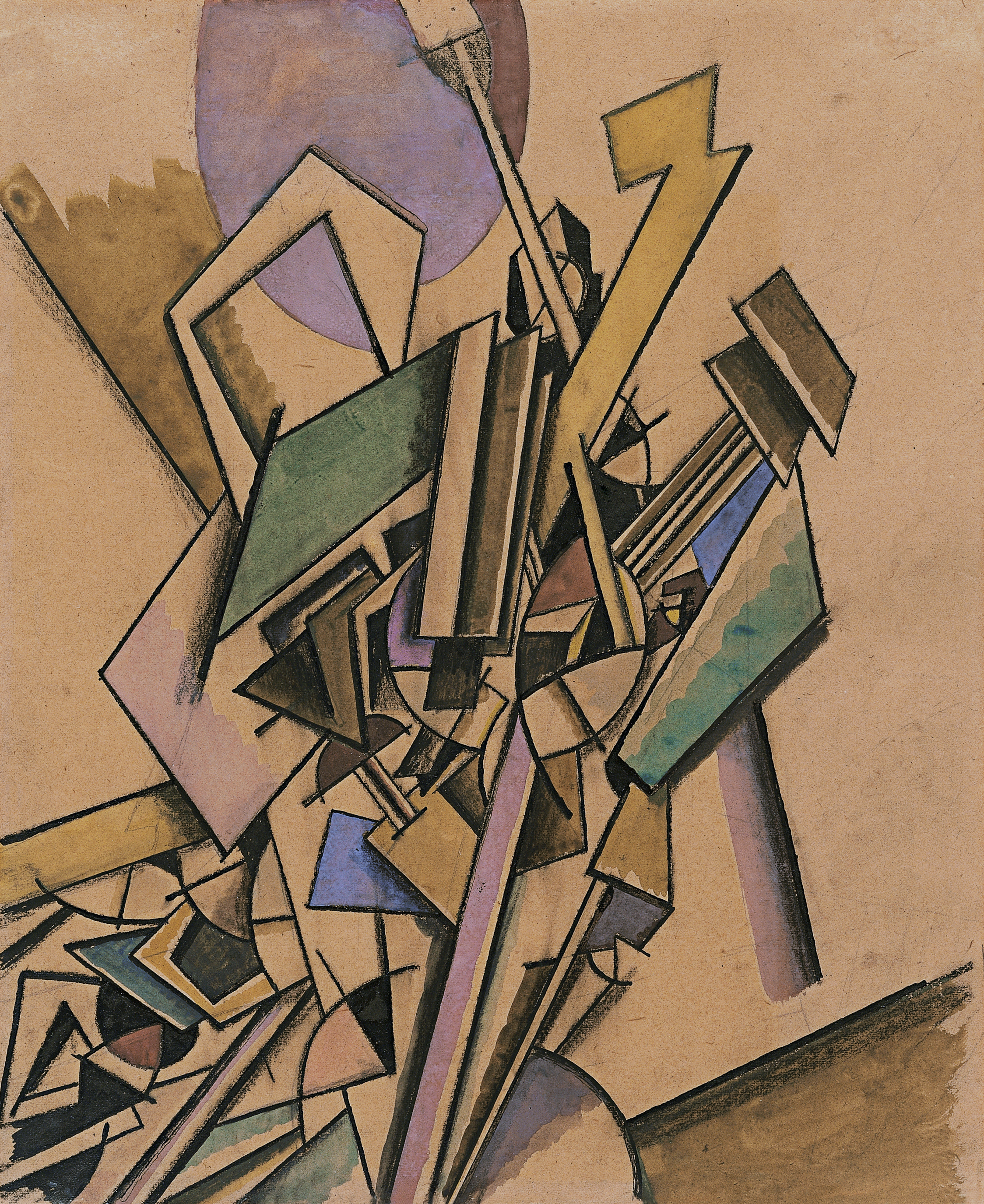

Вортицизм (англ. Vorticism) — авангардистський напрям в англійській літературі та малярстві початку XX століття, близький до футуризму.

## Історія
Вортицизм був виключно англійським культурним явищем, англійською гілкою модернізму. В рівній мірі протистояв як імпресіонізму, так і класичній художній традиції. Предтечею вортицистів був англійський художник Роджер Фрай, що проклав їм дорогу своїми виставками «Мане і пост-імпресіоністи» в 1910 році і «Друга пост-імпресіоністська виставка англійських, французьких і російських художників» в 1912 році.
На формування вортицизма великою мірою вплинув італійський футуризм. Філіппо Томмазо Марінетті у 1910 році приїхав у Лондон і виступив з лекціями про футуризм в жіночому Лицеум-клубі (Lyceum Club for Women), а в 1912 році лондонська галерея Саквілл стає другим місцем, де розташувалася велика футуристична пересувна виставка.
У 1914 році кілька англійських художників, серед яких були Персі Віндем Льюїс, Лоуренс Аткінсон, Девід Бомберг і поет Езра Паунд, створюють мистецьке об'єднання, засноване на розумінні вирішальної ролі індустріального процвітання і мегаполісів в майбутньому європейської цивілізації. Друкованим органом цього мистецького спрямування, яке проіснувало 2 роки, був журнал «Вибух» («Blast. Review of the Great English Vortex»), що виходив двічі — в липні 1914 і в липні 1915 року. Паунд був ідейним натхненником течії.